# José Higueras
José Higueras (ur. 1 marca 1953 w Diezmie) – hiszpański tenisista i trener tenisa, reprezentant w Pucharze Davisa.

## Kariera tenisowa
Higueras zawodowym tenisistą był w latach 1973–1986.
W grze pojedynczej uczestniczył w 28 finałach turniejów rangi ATP World Tour, z których 16 wygrał.
W grze podwójnej spośród 5 rozegranych finałów 3 zakończył zwycięstwem. Hiszpan jest finalistą French Open 1978 startując wspólnie z Manuelem Orantesem.
Reprezentował Hiszpanię w Pucharze Davisa w latach 1973–1980, rozgrywając 39 meczów i odnosząc 21 zwycięstw. W 1978 był w składzie drużyny, która triumfowała w Drużynowym Pucharze Świata.
W rankingu gry pojedynczej Higueras najwyżej był na 6. miejscu (13 czerwca 1983), a w klasyfikacji gry podwójnej zajmował 169. pozycję (3 stycznia 1983).

### Finały w turniejach wielkoszlemowych

#### Gra podwójna (0–1)
| Końcowy wynik | Nr | Data | Turniej            | Nawierzchnia | Partner        | Przeciwnicy             | Wynik finału  |
| ------------- | -- | ---- | ------------------ | ------------ | -------------- | ----------------------- | ------------- |
| Finalista     | 1. | 1978 | French Open, Paryż | Ceglana      | Manuel Orantes | Gene Mayer Hank Pfister | 3:6, 2:6, 2:6 |

## Kariera trenerska
Higueras pracował jako trener z wieloma utytułowanymi tenisistami. Byli to:
- Michael Chang (sezon 1989)[1]
- Jim Courier (sezony 1990–1997)[2]
- Sergi Bruguera (sezony 1997–1999)
- Todd Martin (sezony 1999–2004)[3]
- Carlos Moyá (sezony 2001–2002)
- Pete Sampras (sezon 2002)[4]
- Dmitrij Tursunow (2004–2006)[5]
- Guillermo Coria (sezon 2006)[6]
- Roger Federer (sezon 2008)[7]
- Robby Ginepri (sezon 2008)[8]

W 2008 Higueras został dyrektorem trenerów w United States Tennis Association (Związek Tenisowy Stanów Zjednoczonych).